# Східна гінді
Схі́дна гі́нді — група подібних діалектів гінді, що включає авадхі, багхелі і чхаттісгархі. Остання набула 2000 року статусу самостійної мови. Носії східно-гіндійських діалектів населяють широку смугу (до 400 км) на південь від кордонів Непалу до округу Бастар (штат Мадг'я-Прадеш), що включає центр штату Уттар-Прадеш, схід штату Мадг'я-Прадеш, північ і центр штату Чхаттісгарх.

## Особливості
Діалекти східної гінді мають низку особливостей, які іноді відбиваються у стандартній гінді письменників, для яких є рідними діалекти східної гінді. Насамперед це:
- нерозрізнення прямої та непрямої форми в однині незалежно від закінчення;
- тенденція до нерозрізнення чоловічого та жіночого роду;
- специфіка утворення майбутнього часу в 1 особі множини (-ib(ā)), що зближує східну гінді з бігарськими мовами;
- номінативний лад речення (у стандартній гінді використовується ергативна конструкція)[2].

## Парадигми

### Особові займенники[3]
| Число   | Особа | Діалект | Авадхі  | Авадхі       | Авадхі | Багхелі          | Багхелі              | Багхелі | Чхаттісгархі           | Чхаттісгархі       | Чхаттісгархі |
| Число   | Особа | Форма   | Прям.   | Непрям.      | Присв. | Прям.            | Непрям.              | Присв.  | Прям.                  | Непрям.            | Присв.       |
| ------- | ----- | ------- | ------- | ------------ | ------ | ---------------- | -------------------- | ------- | ---------------------- | ------------------ | ------------ |
| Однина  | 1     | 1       | maĩ     | mo           | mor    | mãy              | mwā̃                  | mwār    | mẽ, maĩ                | mo                 | mor          |
| Однина  | 2     | 2       | taĩ, tũ | to           | tor    | tãy'             | twā̃                  | twār    | tẽ, taĩ                | to                 | tor          |
| Однина  | 3     | 3       | ī, ū    | e, o         | —      | yā, wah          | yā, wahi             | —       | ye, wo                 | ye, wo             | —            |
| Множина | 1     | 1       | ham     | ham          | hamār  | hamh             | hamh                 | hamhār  | ham (hamman)           | ham                | hamār        |
| Множина | 2     | 2       | tum     | tum          | tumār  | tumh             | tumh                 | tumhār  | tum (tumman)           | tumh               | tumār        |
| Множина | 3     | 3       | e, o    | in, un (unh) | —      | e (enh), o (onh) | yan (yanh), un (unh) | —       | ye (yeman), wo (woman) | in (inh), un (unh) | —            |